# Swiss Made

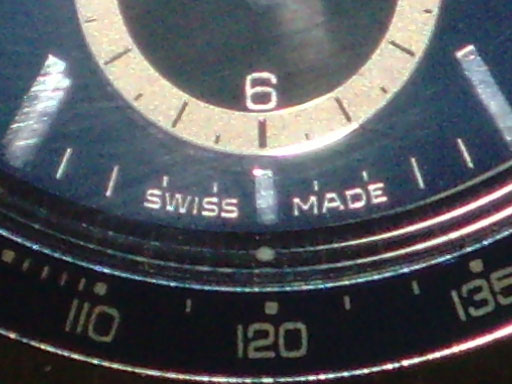

SWISS MADE, případně Swiss Made nebo Swiss made je označení výrobků vyjadřující, že byly vyrobeny na území Švýcarska.
Toto označení je chráněné podle různých švýcarských i mezinárodních zákonů a smluv. Podle vyhlášky Švýcarské federace o ochranných známkách a označení zdroje může být zboží nebo služba označena jako „swiss made“, pokud:
- u potravinářských výrobků nejméně 80 % hmotnosti surovin musí pocházet ze Švýcarska a základní zpracování musí probíhat ve Švýcarsku,
- u průmyslových výrobků aspoň 60 % výrobních nákladů a 50 % základního výrobního procesu se musí realizovat ve Švýcarsku,
- pro služby – sídlo společnosti a administrativa se musí nacházet ve Švýcarsku.

Označení Swiss made je nejčastěji spojováno s hodinkami. Švýcarské právo považuje hodinky za švýcarské, pokud je jejich technický vývoj a návrh provedení prováděn na území Švýcarska, hodinky obsahují strojek zkompletovaný na území Švýcarska, konečná kompletace a kontrola kvality probíhá na území Švýcarska a minimálně 60 procent výrobních nákladů se realizuje ve Švýcarsku. Kromě označení „Swiss made“ může být na hodinkách, které obsahují švýcarský strojek, umístěn údaj „Swiss move“. 
Přesné vysvětlení a definice pojmů lze nalézt na stránkách Federace švýcarského hodinářského průmyslu.